# St. Audomar (Frechen)

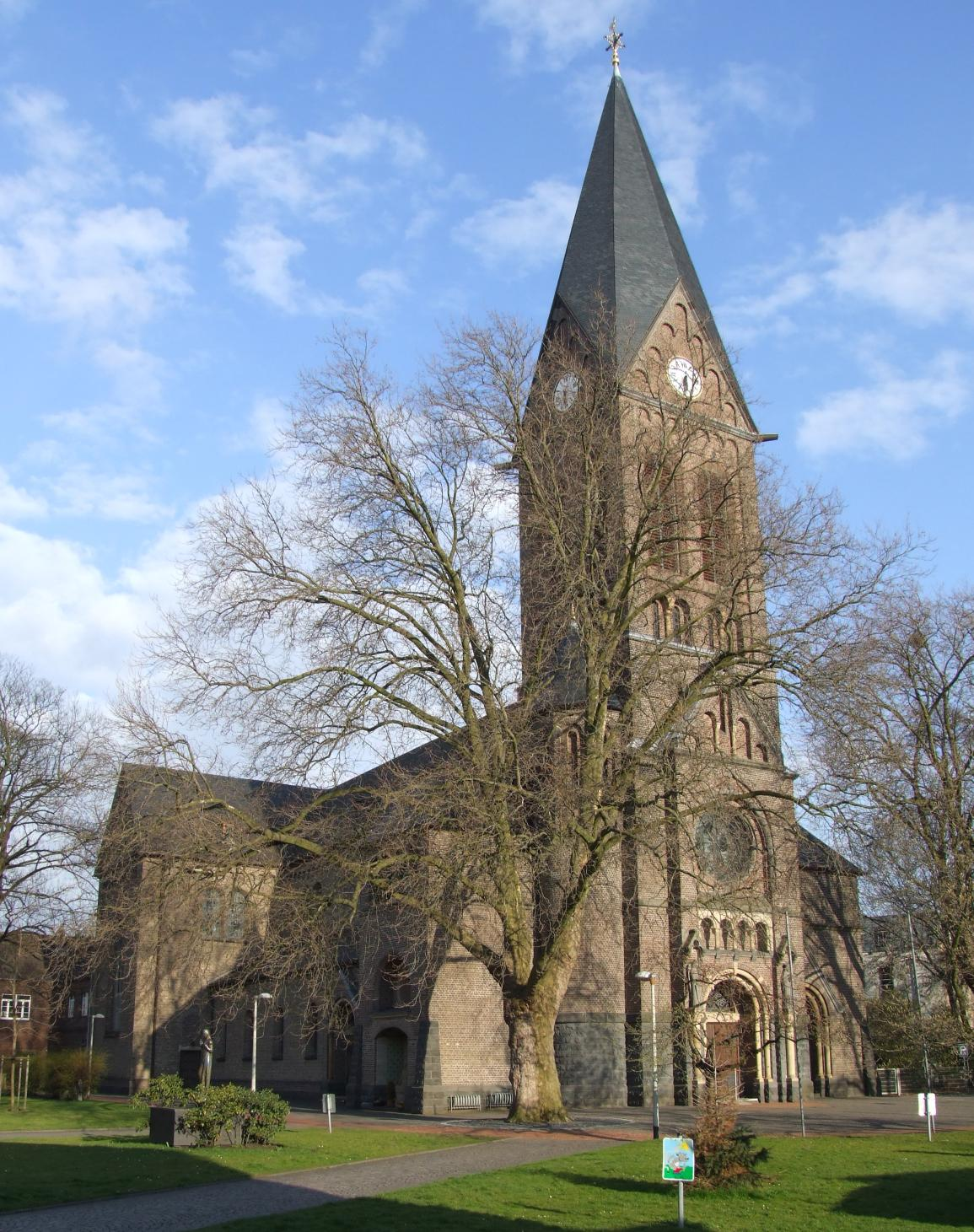
St. Audomar zu Frechen

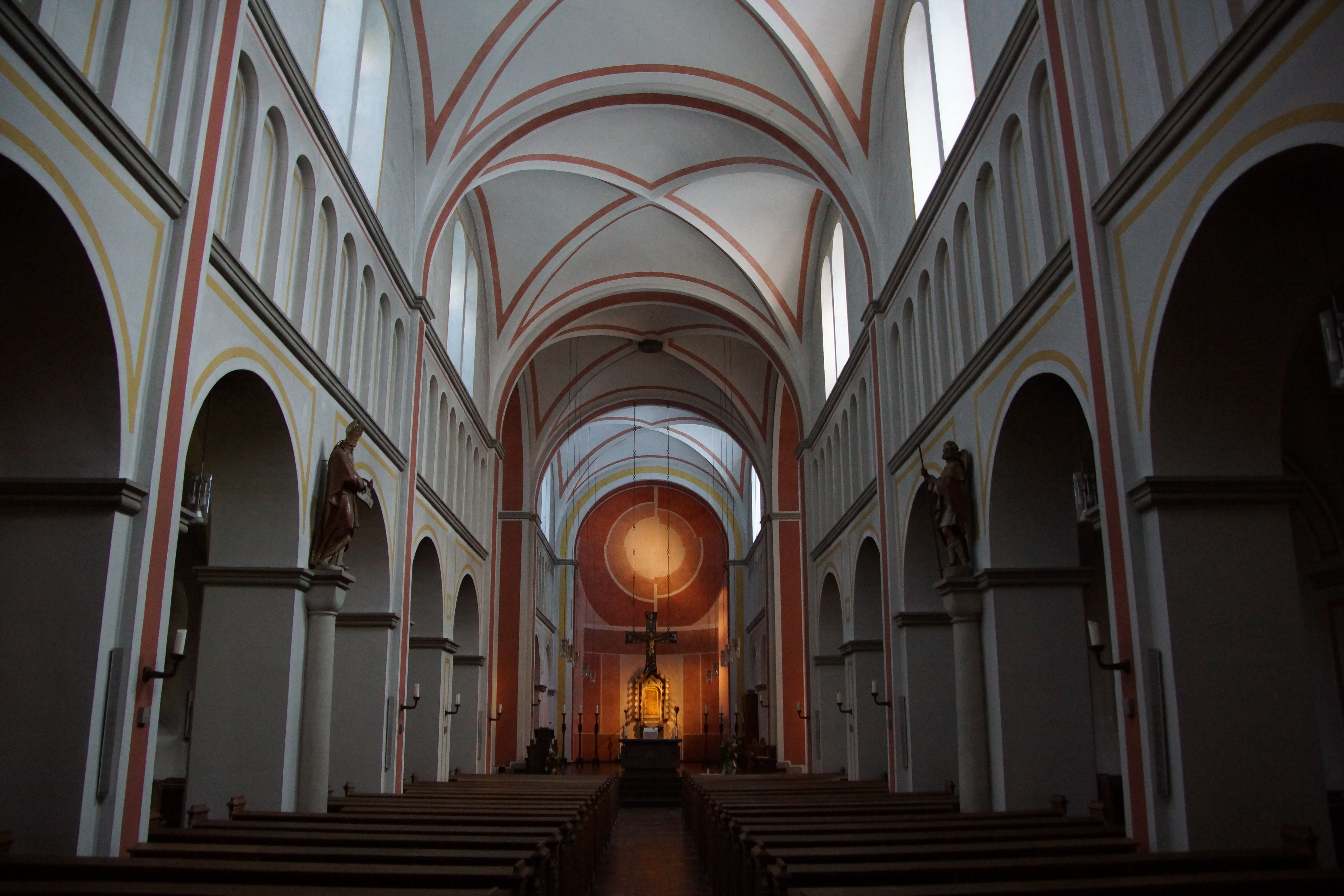
Innenraum

St. Audomar ist die römisch-katholische Pfarrkirche in Frechen im Rhein-Erft-Kreis in Nordrhein-Westfalen; sie trägt das Patrozinium des hl. Audomar von Thérouanne.

## Geschichte
In der Lebensbeschreibung des hl. Audomar aus dem Jahre 955 in den Acta Sanctorum wird die Frechener Kirche ausdrücklich erwähnt. Der Benediktinerabtei Saint-Bertin und dem Kanonikerstift Saint-Omer standen der Zehnte und die Einkünfte der Frechener Kirche nach einer Urkunde Karls des Kahlen aus dem Jahr 877 zu. Da die Kirchengründung mit den westfränkischen Klöstern in Zusammenhang stehen muss, erklärt sich auch das für die Region ungewöhnliche Audomar-Patrozinium. Graf Theodor von Manderscheidt übernahm im Jahr 1553 von den beiden geistlichen Anstalten die wahrscheinlich wegen der Ferne nur schwierig zu kontrollierenden Ansprüche.
Während des Truchsessischen Krieges (1583–1588) wurde die Kirche in Brand gesteckt. Glockenturm und Langhaus wurden im Jahr 1714 erneuert, der Chor blieb bestehen. Im Jahr 1857 wurde die Kirche mit Ausnahme des Turmes abgebrochen und nach Plänen des Dombaumeisters Ernst Friedrich Zwirner in neoromanischen Formen neu errichtet. Im Jahr 1909 wurde auch der Turm niedergelegt, das Langhaus um ein Joch nach Westen verlängert und ein neuer Turm hinzugefügt.

## Ausstattung

### Historische Grabmäler
Im Eingangsbereich der Kirche sind einige sehr alte Grabmäler erhalten. Für Hermann Spies von Büllesheim, Herr der nicht mehr existierenden Spiessburg in Frechen, der im Jahr 1571 starb, gibt es (links vom Eingang) ein Grabmal aus braunem Sandstein. Rechts, in der Fatima-Kapelle, befindet sich das wappenbestückte Grabmal für Johann von Lützenrath von Vorst und seine Frau Judith von Selbach, belehnt mit Rittergut Haus Vorst bei Frechen, die zwischen 1588 und 1591 starben.

### Fenster
Die Kirchenfenster wurden von Peter Hecker (etwa 1931), Hans Lünenborg (1966), Anja Quaschinski (1997) und Walter Prinz (2002) entworfen.

### Orgel
Die Kirche besitzt seit 2005 ein Instrument mit 3 Manualen und Pedal über 38 Register der Firma Johannes Klais/Bonn. Die Orgel hat folgende Disposition:
| I Hauptwerk |                  |       |
| 1.          | Praestant        | 16′   |
| 2.          | Principal        | 8′    |
| 3.          | Flûte harmonique | 8′    |
| 4.          | Dulciana         | 8′    |
| 5.          | Octave           | 4′    |
| 6.          | Rohrflöte        | 4′    |
| 7.          | Superoctave      | 2′    |
| 8.          | Cornett V        | 8′    |
| 9.          | Mixtur           | 1 ⁄3′ |
| 10.         | Trompete         | 8′    |

| II Schwellwerk |                      |     |
| 11.            | Bordun               | 16′ |
| 12.            | Diapason             | 8′  |
| 13.            | Bordun               | 8′  |
| 14.            | Viola da Gamba       | 8′  |
| 15.            | Voix célestes        | 8′  |
| 16.            | Fugara               | 4′  |
| 17.            | Traversflöte         | 4′  |
| 18.            | Octavin              | 2′  |
| 19.            | Mixtur IV            | 2′  |
| 20.            | Trompette harmonique | 8′  |
| 21.            | Hautbois             | 8′  |
| 22.            | Clairon              | 4′  |
|                | Tremulant            |     |

| III Solo |                  |        |
| 23.      | Gedackt          | 8′     |
| 24.      | Unda maris I-II  | 8′     |
| 25.      | Prestant         | 4′     |
| 26.      | Nasard           | 2 ⁄3′  |
| 27.      | Doublette        | 2′     |
| 28.      | Terz             | 1 3⁄5′ |
| 29.      | Larigot          | 1 ⁄3′  |
| 30.      | Corno di Basetto | 8′     |
|          | Tremulant        |        |

| Pedal |               |     |
| 31.   | Untersatz     | 32′ |
| 32.   | Principalbass | 16′ |
| 33.   | Subbass       | 16′ |
| 34.   | Octavbass     | 8′  |
| 35.   | Cello         | 8′  |
| 36.   | Tenoroctave   | 4′  |
| 37.   | Posaune       | 16′ |
| 38.   | Trompete      | 8′  |

- Koppeln:

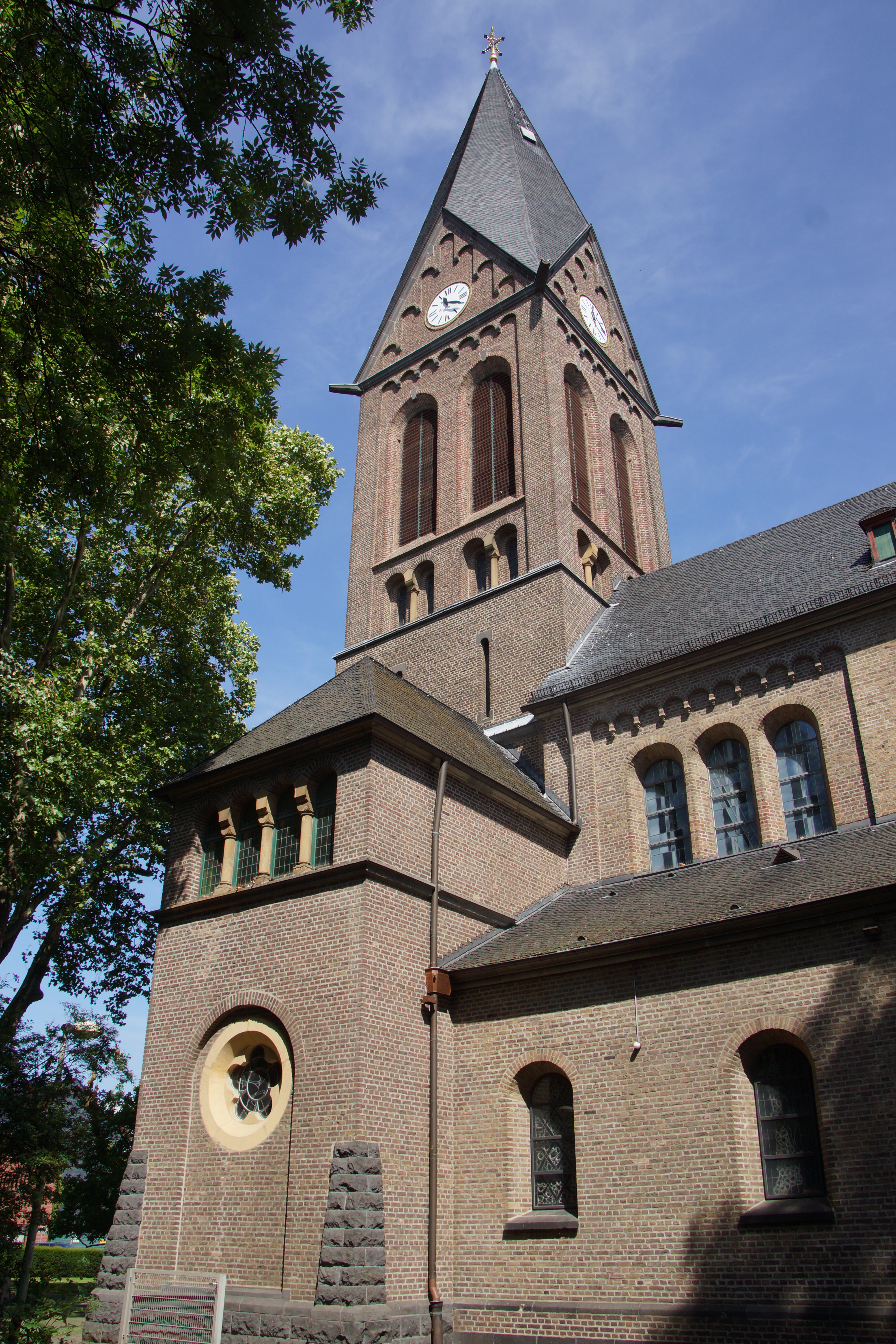
St. Audomar

  - Normalkoppeln: II/I, III/I, III/I, I/P, II/P, III/P
  - Suboktavkoppeln: II/I, II/II
  - Superoktavkoppeln: II/I, II/II

### Glocken
Vor dem Zweiten Weltkrieg erhielt Frecheren Pfarrkirche in den Jahren 1924 und 1930 fünf Bronzeglocken der renommierten Glockengießerei Otto aus Hemelingen/Bremen. Die vier Glocken, die 1924 gegossen worden war, wurden im Zweiten Weltkrieg beschlagnahmt und eingeschmolzen. Die im Jahr 1930 gelieferte b0-Glocke hat den Weltkrieg überstanden und hängt heute zusammen mit vier Otto-Glocken, die 1950 gegossen wurden, im Turm von St. Audomar. Die Schlagtonreihe des fünfstimmigen Geläute lautet: b0 – c' – es' – f' – g'. Die Glocken haben folgende Durchmesser: 1770 mm, 1609 mm, 1352 mm, 1205 mm, 1074 mm. Ihre Gewichte sind: 4000 kg, 2550 kg, 1550 kg, 1050 kg, 750 kg.